# Otto Binge
Otto Binge (Cottbus, 19 maggio 1895 – Cottbus, 18 giugno 1982) è stato un militare tedesco, ufficiale delle Waffen-SS durante la seconda guerra mondiale.